# Vista Alegre (Betanzos)
Vista Alegre es una aldea española situada en la parroquia de Viñas, del municipio de Betanzos, en la provincia de La Coruña, Galicia.

## Demografía
| Gráfica de evolución demográfica de Vista Alegre entre 2000 y 2018 |
|                                                                    |
| Datos según el nomenclátor publicado por el INE.                   |